# Filippo Ugoni (podestà)

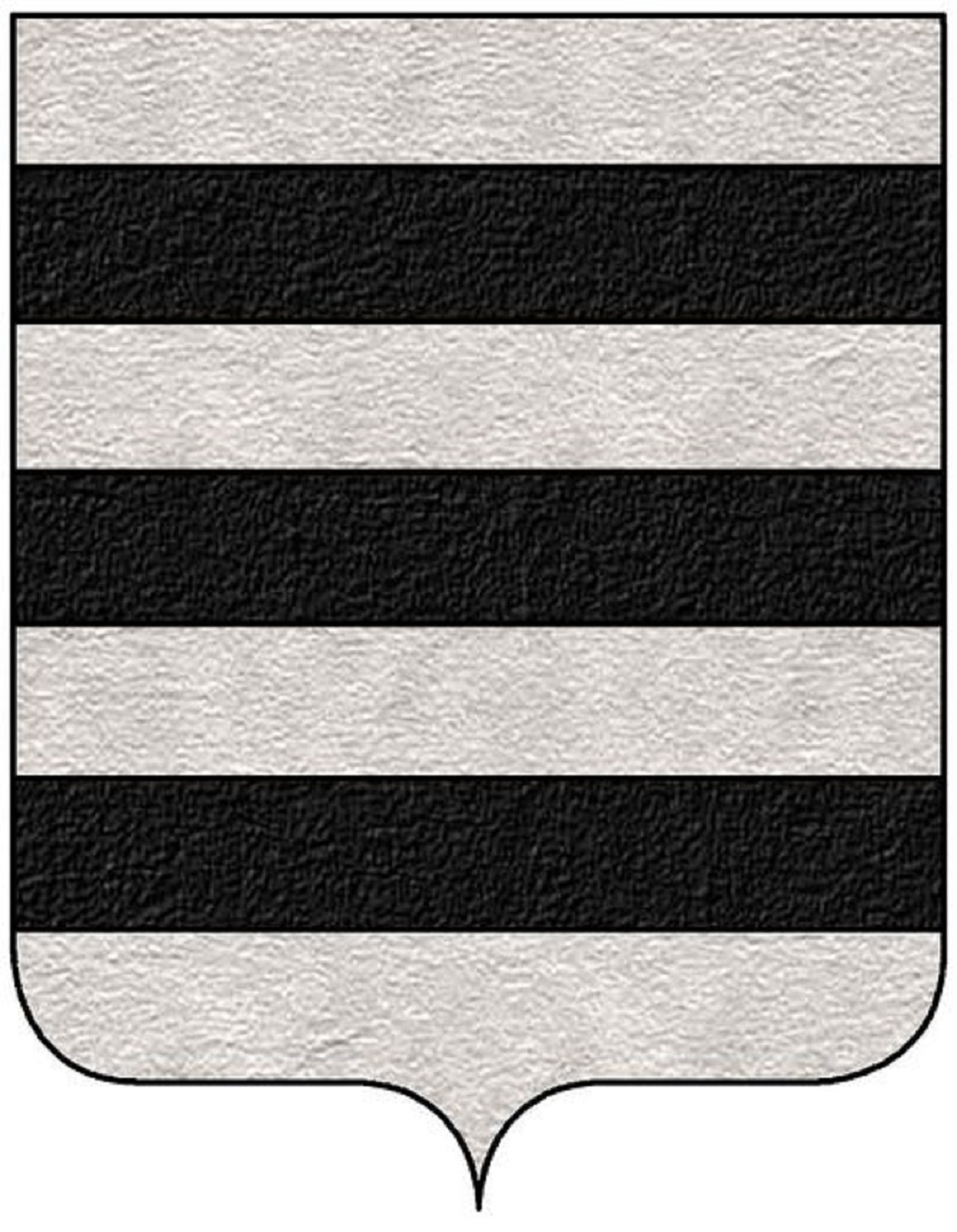
Probabile stemma degli Ugoni non comitali

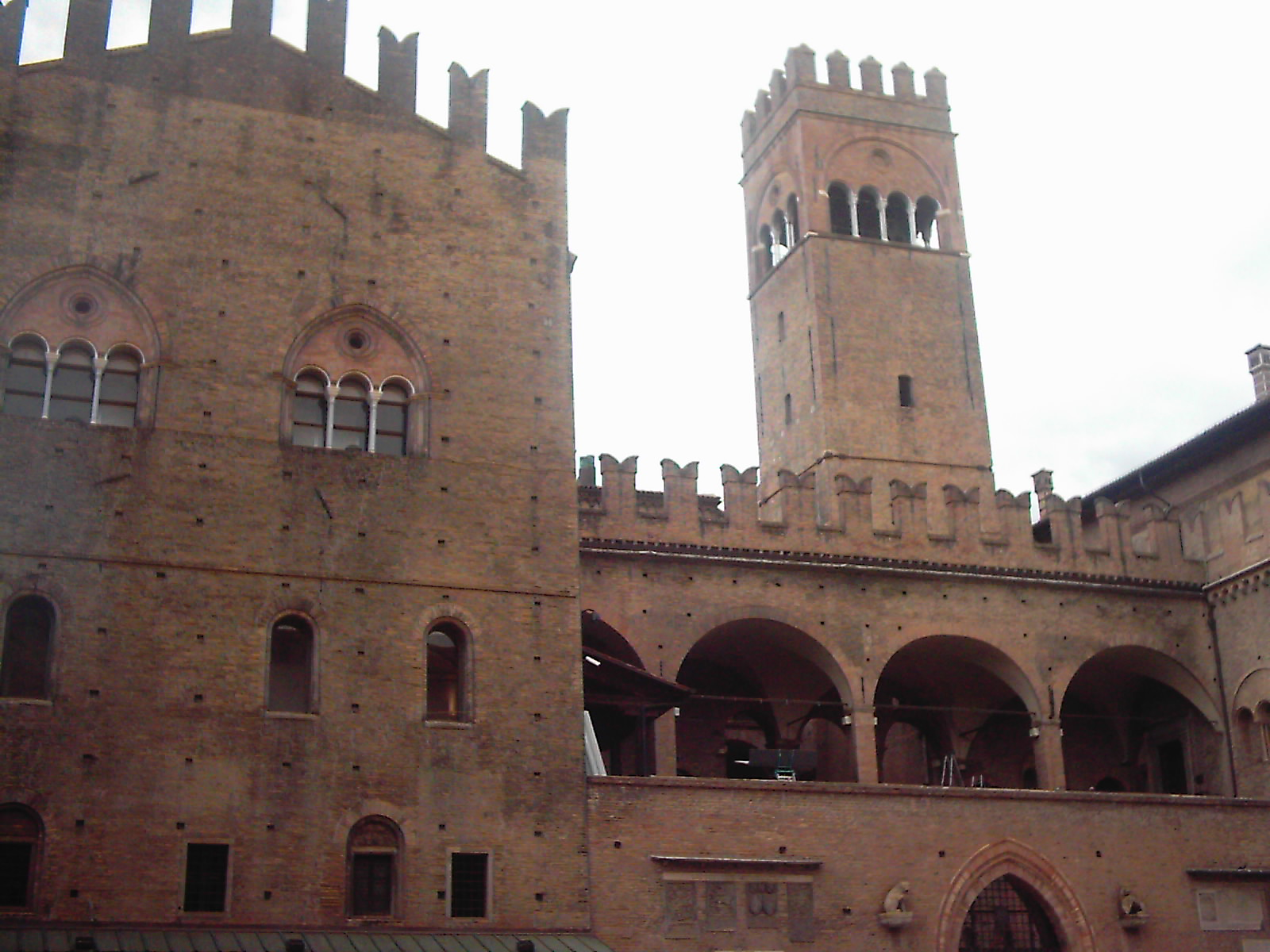
Bologna, Palazzo Re Enzo

Filippo Ugoni (Brescia, ... – XIII secolo) è stato un politico e militare italiano di parte guelfa.

## Biografia
Fu il personaggio più celebre dell'antica e nobile famiglia bresciana degli Ugoni.
Iniziò la sua carriera di podestà nel 1245 a Bologna, dove diede inizio alla costruzione di Palazzo Re Enzo e si distinse per la lotta contro la ghibellina Modena. Nel secondo mandato di podestà a Bologna nel 1249, durante la battaglia di Fossalta, i bolognesi, capeggiati da Filippo Ugoni, catturarono il re Enzo di Svevia e lo portarono in città, tenendolo come prigioniero nel palazzo che conserva il suo nome. Catturò nell'occasione anche il celebre ghibellino cremonese Buoso da Duera, che però lasciò libero.
Nel 1252 sostituì il podestà di Firenze Uberto da Mandello e andò in soccorso alla città di Lucca, assalita dai pisani. Nel novembre 1252 fece coniare per i mercanti fiorentini il primo fiorino d'oro. Nello stesso anno, grazie al patrocinio della famiglia Frescobaldi, fece costruire il ponte Santa Trinita. Per i suoi servizi al partito guelfo, ricevette da papa Innocenzo IV un beneficio a favore della famiglia. Nel 1258, dopo la battaglia di Ostiano, venne catturato da Ezzelino da Romano solo dopo il versamento di un ingente riscatto. Nel 1262 fu podestà di Todi.